# Лагерев, Валерий Васильевич
Вале́рий Васи́льевич Ла́герев (17 июля 1932, Бежица — 12 июля 2000, Брянск) — советский учёный, преподаватель в БИТМ—БГТУ, заведующий кафедрой «Начертательная геометрия и графика» (1979—1994), создатель и руководитель Лаборатории прикладных гуманитарных исследований (1973—1995), автор более 127 научных работ, 6 авторских свидетельств, Заслуженный работник высшей школы Российской Федерации; кандидат технических наук, профессор.

## Биография
Родился 17 июня 1932 года в семье преподавателя математики после окончания с золотой медалью средней школы № 11 г. Брянска поступил в Брянский институт транспортного машиностроения.
Отец Василий Сергеевич Лагерев — ассистент на кафедре математики Орджоникидзеградского машиностроительного института.
После окончания вуза по специальности «Турбиностроение» по направлению работал старшим шефинженером на Бежицком паровозостроительном заводе (ныне ЗАО «УК „БМЗ“»), затем преподавателем спецпредметов Бежицкого машиностроительного техникума.
В 1961 году окончил аспирантуру и работал на кафедре турбостроения.
В 1963 году защитил диссертацию на соискание учёной степени кандидата технических наук по специальности «Турбомашины и турбоустановки» в Киевском политехническом институте.
В 1969 году утверждён в учёном звании доцента.
В 1972 году стал доцентом кафедры сопротивления материалов.
C 1973 года руководил Лабораторией прикладных гуманитарных исследований.
В 1979 году избран заведующим кафедрой начертательной геометрии и графики.
В 1990 году присвоено учёное звание профессора по кафедре начертательной геометрии и графики.
В 1995 году перешёл на кафедру прикладной механики.
Умер 12 июля 2000 года, похоронен на Городищенском кладбище города Брянска.
Был женат. Дети — Александр — ректор Брянского государственного технического университета (2002—2012) и Геннадий (один из создателей специального колесного шасси БАЗ-5922).

## Научные интересы
- Проектирование и исследование турбоустановок.
- Динамика и прочность машин.
- Социологические исследования.
- Участвовал в НИОКР по заказам промышленных предприятий.